# أولاد الهاوية (فلم)
أولاد الهاوية (بالإنجليزية: The Abyss Boys)، هُو فيلم قصير صدر سنة 2009 وأخرجه يان هندريك بيتج. فاز الفيلم بجائزة أفضل فيلم قصير خلال حفل توزيع جوائز الأكاديمية الأفريقية للأفلام سنة 2010.

## وصلات خارجية
- أولاد الهاوية (فيلم) على موقع IMDb (الإنجليزية)
- أولاد الهاوية (فيلم) على موقع قاعدة بيانات الفيلم (الإنجليزية)
- أولاد الهاوية (فيلم) على موقع ليتربوكسد (الإنجليزية)
- أولاد الهاوية (فيلم) على موقع كينوبويسك (الروسية)